# سانشوی ۳۵۰۹
سیارک ۳۵۰۹ (به انگلیسی: 3509 Sanshui، نامگذاری:1978UH2) سه هزار و پانصد و نهمین سیارک کشف شده‌است که در ۲۸ اکتبر ۱۹۷۸ کشف شد.
قدر مطلق سیارک برابر ۱۲٫۱۰ است.